# Ser (okręg Satu Mare)
Ser (węg. Szér) – wieś w Rumunii, w okręgu Satu Mare, w gminie Bogdand. W 2011 roku liczyła 751 mieszkańców. 